# Ulf Friberg
Ulf Sven Friberg (født 4. oktober 1962 i Nässjö) er en svensk skuespiller, manuskriptforfatter og instruktør. Han studerede ved Teaterhögskolan i Malmö fra 1986 til 1989.

## Filmografi (udvalg)
- Tre terminer (tv-serie, 1991)
- Blueprint (tv-serie, 1992)
- Jönssonligan & den svarta diamanten (1992)
- Kejseren af Portugalien (tv-serie, 1992-1993)
- Manden på balkonen (1993)
- Jerusalem (1996)
- Klassefesten (2002)
- Beck (tv-serie, 2002)
- Ondskab (2003)
- Graven (tv-serie, 2004-2005)
- Kronprinsessen (tv-serie, 2006)
- Nynne (tv-serie, 2006)
- Exit (2006)
- Wallander (tv-serie, 2006)
- Kongemordet (tv-serie, 2008)
- Maria Wern (tv-serie, 2008-2018)
- Solsidan (tv-serie, 2010)
- The Girl with the Dragon Tattoo (2011)
- Hamilton: I nationens interesse (2012)
- Tør aldrig tårer bort uden handsker (tv-serie, 2012)
- En pilgrims død (tv-serie, 2013)
- Fjällbacka-mordene - Lysets dronning (2013)
- Gåsmamman (tv-serie, 2015-2024)